# Johann Lukas von Hildebrandt

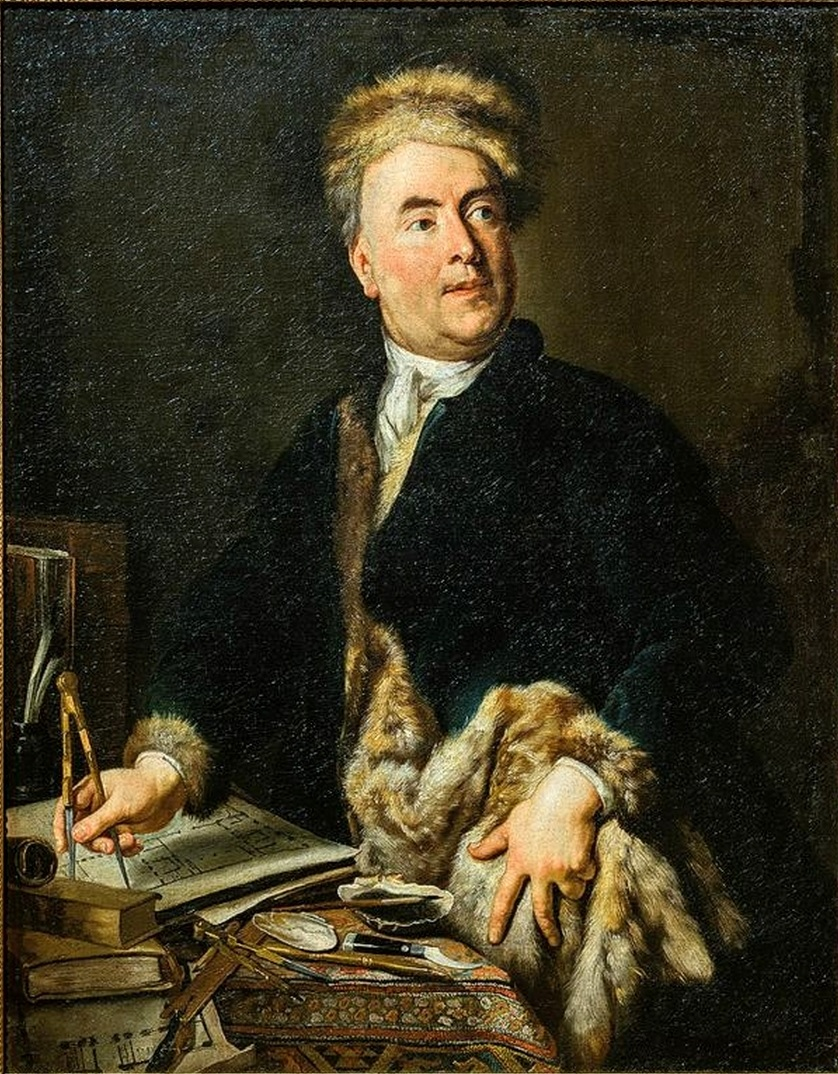
Johann Lukas von Hildebrandt

Johann Lukas von Hildebrandt (Genua, 14 november 1668 - Wenen, 16 november 1745) was een van de belangrijkste Oostenrijkse barokarchitecten.

## Biografie

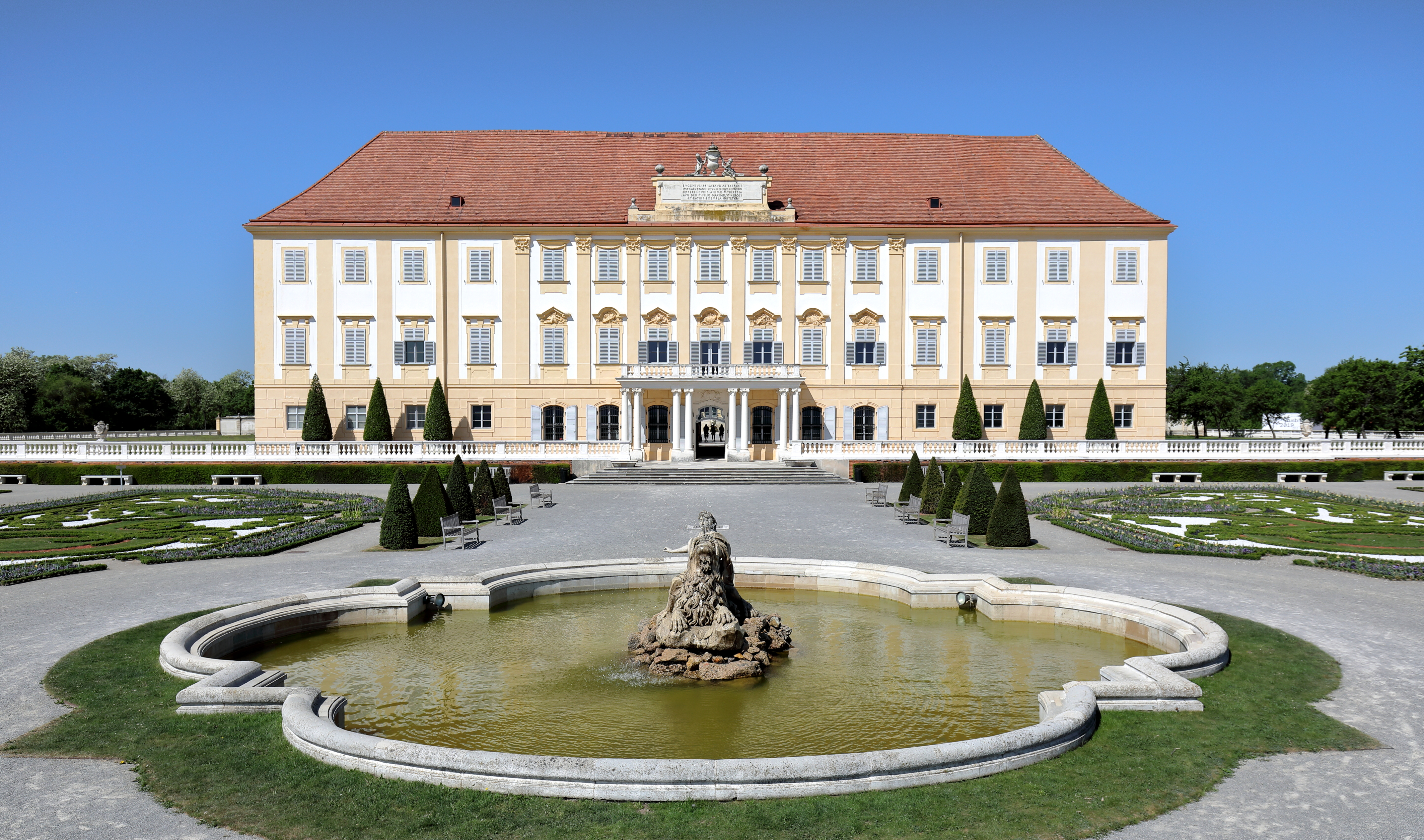
Engelhartstetten: Slot Hof

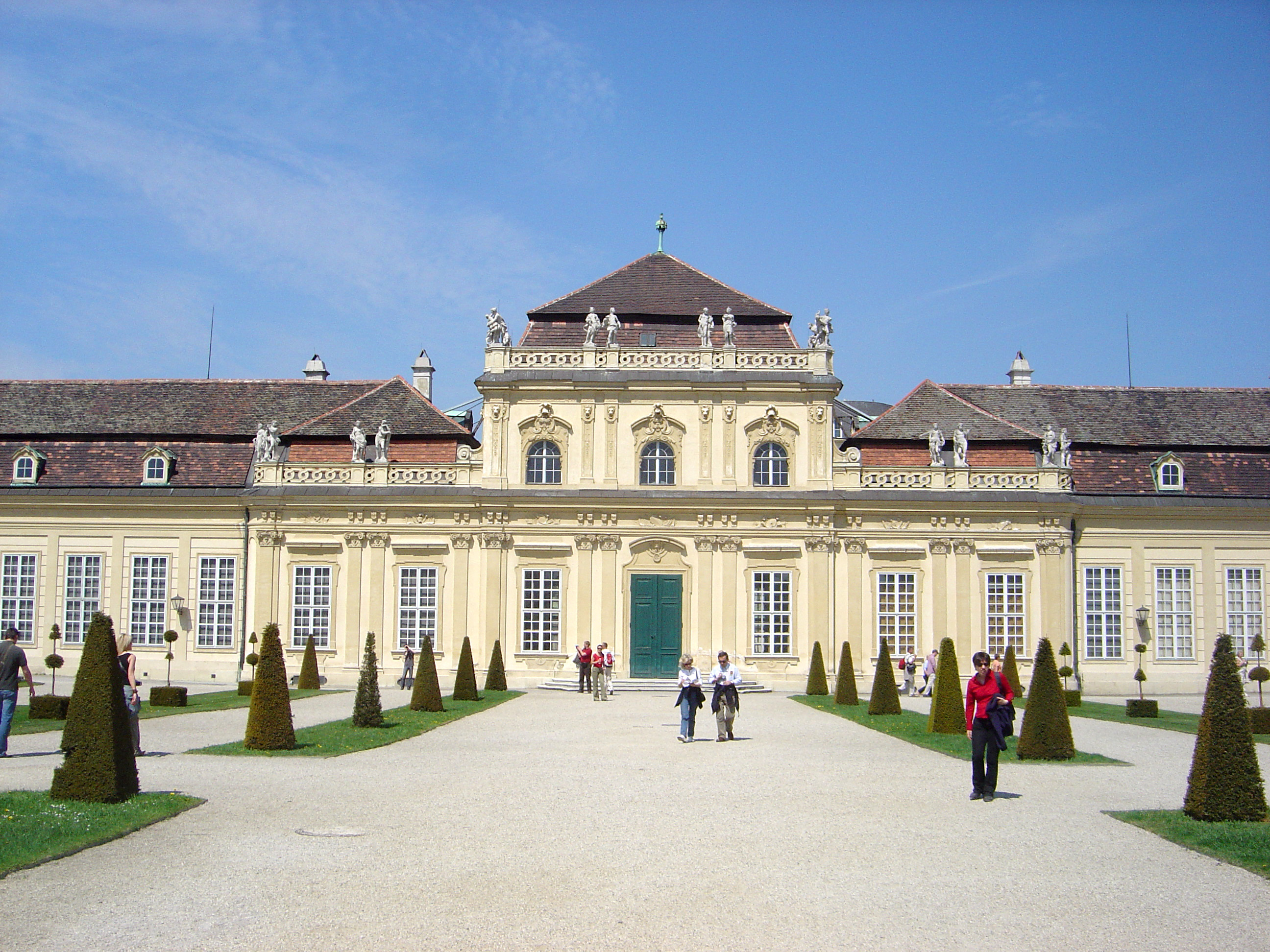
Wenen: Unteres Belvedere

Vanaf 1723 was hij inspecteur-generaal van de keizerlijke gebouwen. Hij was de zoon van een Italiaanse moeder en een Duitse vader.
Hildebrandt studeerde civiele en militaire bouwkunde in Rome en vergezelde Eugenius van Savoye als militair ingenieur in Piëmont. Hij vestigde zich hierna in de Oostenrijkse hoofdstad Wenen, waar hij werkte voor adellijke families als de Dauns, Harrachs, Schönborns en Starhembergs, en ook prins Eugenius zelf.
Voor prins Eugenius bouwde hij zijn bekendste gebouwen, de twee Belvedere-paleizen in Wenen. Het Obere Belvedere (1721-1722) en het Untere Belvedere (1714-1716). Daarnaast tekende hij voor het ontwerp van de nieuwbouw, na een brand, van het op een heuvel aan de Donau gelegen Benediktiner-Stift Göttweig (1718), een van de bekendste barokke kloosters in Oostenrijk. De zogenaamde Kaiserstiege gelden als een van de hoofdwerken van de Oostenrijkse barok. De groots opgezette nieuwbouw werd maar deels gerealiseerd; zo zijn de kerktorens nog altijd voorzien van een provisorische afdekking in plaats van de geplande uivormige bekroningen.
Von Hildebrandt werkte ook het masterplan uit van de landcommanderij Alden Biesen waarbij hij de middeleeuwse waterburcht omvormde tot een barokke residentie.

## Ontwerpen
- Paleis Auersperg in Wenen, 1706–1710, met Johann Bernhard Fischer von Erlach
- Slot Weissenstein in Pommersfelden, 1711 (gedeeltelijk)
- Unteres Belvedere in Wenen, 1714-1716
- Trap in het Daun-Kinskypaleis in Wenen, 1713-1716
- De aartsbisschoppelijke Residentie van Würzburg, 1720 (gedeeltelijk)
- het Savoyai-kasteel in Ráckeve (Hongarije), 1720-1722
- Oberes Belvedere in Wenen, 1721-1722
- Trap in Slot Mirabell in Salzburg, 1721-1727
- Slot Hof, in Engelhartstetten (Marchfeld) 1725-1729

- Bibsys: 5076587
- Gemeinsame Normdatei: 118550950
- International Standard Name Identifier: 0000 0000 6632 4586
- KulturNav: 356a7fd6-6224-45c2-ac34-ef486792fad7
- Library of Congress Control Number: nr93026462
- Nationale Bibliotheek van Tsjechië: ola200208884
- Nationale Bibliotheek van Israël: 987007321898705171
- Nederlandse Thesaurus van Auteursnamen: 17074731X
- RKD-Nederlands Instituut voor Kunstgeschiedenis: 38400
- Système universitaire de documentation: 061661465
- Union List of Artist Names: 500025542
- Virtual International Authority File: 161149294360880522132